# Aero A.17
Dimensions
L'Aero A-17 est un planeur monoplan monoplace construit en Tchécoslovaquie en 1922.
Appareil rudimentaire, il se composait d'une aile et d'un empennage supportés par une simple poutre sous laquelle était installé le pilote en poste ouvert.